# San Justo (Argentyna)
San Justo – miasto w Argentynie, w prowincji Buenos Aires, stolica partido La Matanza.
Według danych szacunkowych na rok 2010 miejscowość liczyła 1 775 272 mieszkańców.